# Mélodrame (théâtre)
Pour les articles homonymes, voir Mélodrame.

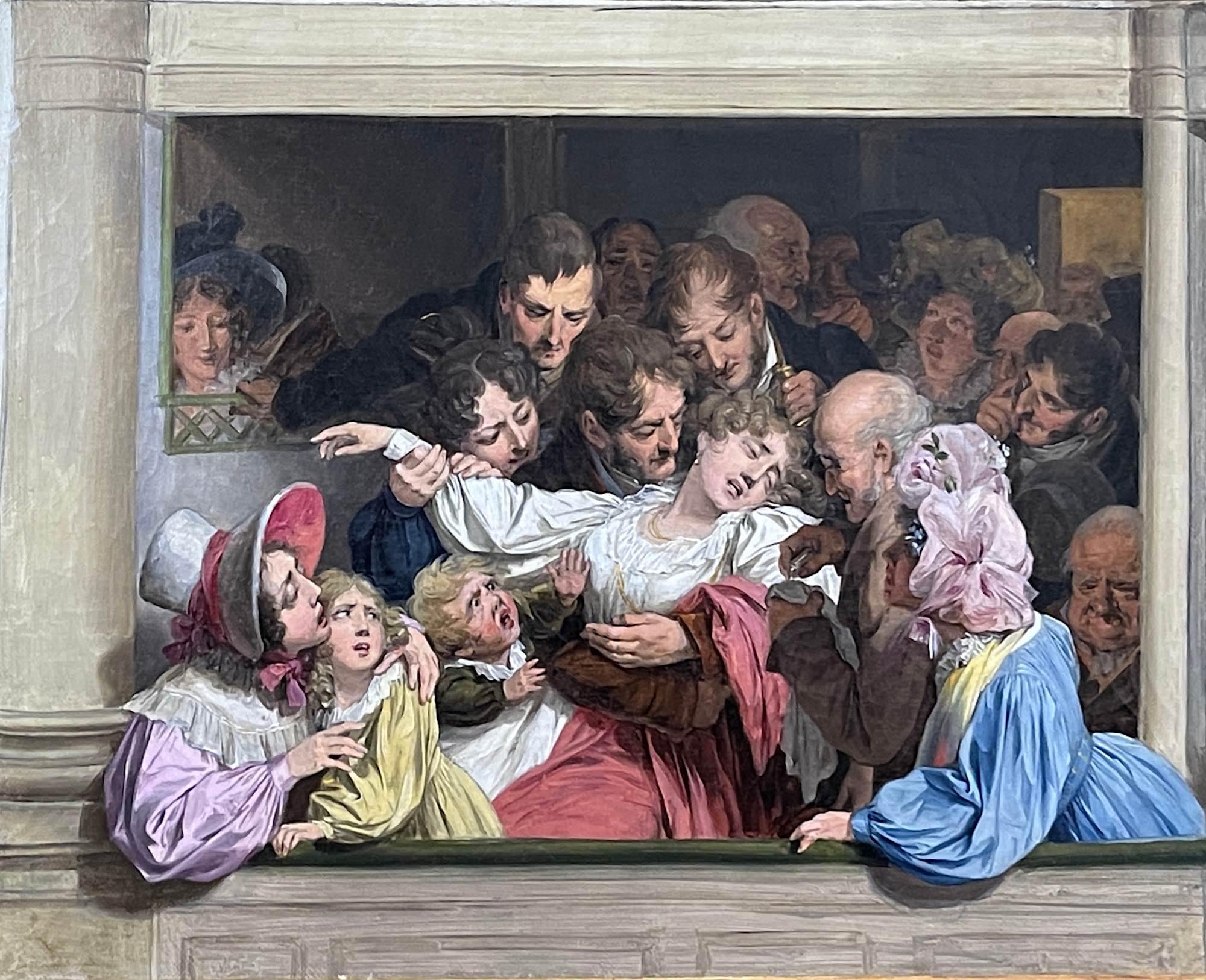
L’Effet du mélodrame, Louis-Léopold Boilly, 1830

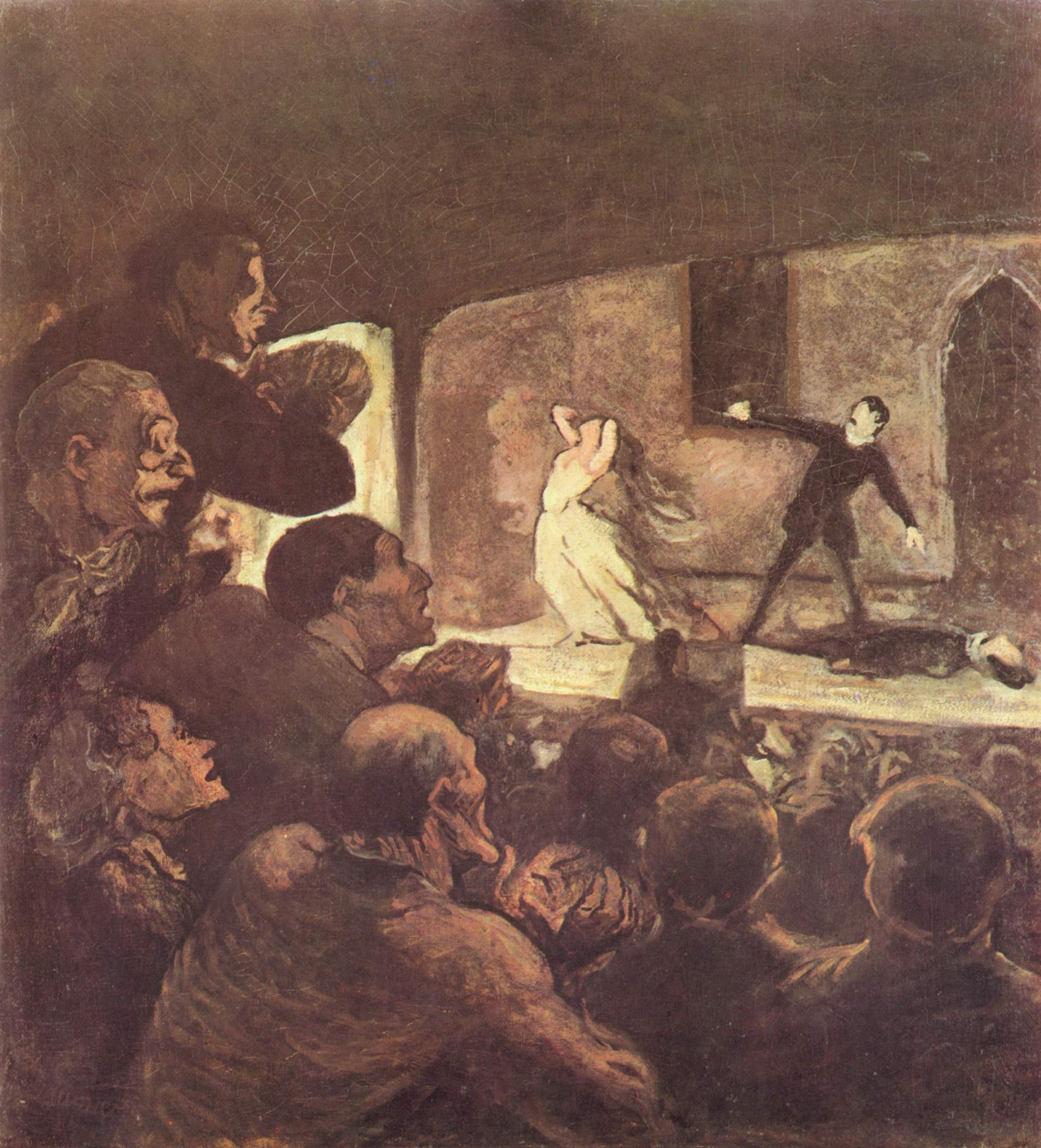
Mélodrame par Honoré Daumier

Le mélodrame, du grec μέλος, chant et δράμα, action théâtrale, est un genre théâtral très populaire au XIXe siècle, se caractérisant par des situations invraisemblables et des personnages manichéens (bons contre méchants).

## Histoire
Le mélodrame est, à proprement parler, une des variétés d’ordre mineur du drame. Le mélodrame s’est formé, ainsi que la comédie satirique, le vaudeville, etc., au XIXe siècle à partir de ces trois grands genres que sont la tragédie, la comédie et le drame. Héritier du théâtre de la foire et du drame bourgeois, ce genre développe des effets spectaculaires provoquant des sensations fortes. `
À Paris, les théâtres spécialisés dans le mélodrame se situent sur le boulevard du Crime : le mélodrame a fleuri sur les divers théâtres du boulevard et, particulièrement à la Gaîté, a eu ses maîtres, depuis Guilbert de Pixérécourt et Victor Ducange jusqu’à Adolphe d'Ennery. C’est le premier qui a créé le genre avec sa pièce Victor ou l’enfant de la forêt, en 1799. 
Comme l’indique son nom, la marque distinctive apparente du mélodrame consiste à réunir le chant, la mélodie, à l’action dramatique. Ce n’est pas toutefois le drame en musique, définition qui conviendrait plutôt à l’opéra ; c’est le drame escorté seulement et soutenu, au besoin, par la musique. 
Le mélodrame a, comme la comédie italienne, son cadre donné d’avance et ses personnages obligés, et l’on concevrait qu’il fût, comme la commedia dell'arte, une matière à improvisations. Au fond, ce qui caractérise le genre, c’est l’exagération des effets et l’uniformité des procédés où la grandiloquence, l’emphase et l’outrance du jeu et de la mise en scène, les effets de machineries (pour les inondations, incendies, éruptions volcaniques, etc.) sont au service d’intrigues morales où des innocents persécutés sont sauvés par un noble héros.
Le mélodrame est un genre théâtral populaire qui accentue beaucoup les effets de pathétique. Ce genre de composition dramatique met en scène une succession de malheurs où les sentiments sont exagérés, parfois au détriment de la vraisemblance de l’intrigue. Les personnages en sont un maître odieux, roi, prince ou brigand, type de corruption et de cruauté ; un traître, instrument vénal des plus vils desseins ; une héroïne sympathique et vertueuse, exposée aux violences de son persécuteur ; un jeune amant, noble et brave, justicier prêt à tout pour sauver la victime et punir son tyran ; enfin un niais, poltron et gourmand comme un valet de comédie, égayant la scène par sa grossière stupidité.
Le mélodrame, qui n’eut longtemps que trois actes, se découpe en tableaux successifs marquant d’une façon tranchée les situations et les péripéties. Son sujet est d’ordinaire quelque fait monstrueux, historique ou imaginaire, médité dans l’ombre, préparé par des manœuvres criminelles et sur le point d’être accompli par d’odieuses violences, lorsque, au dernier moment, un coup providentiel arrache la victime à son bourreau ou l’esclave au tyran, déjoue et punit le crime, sauve l’innocence et récompense la vertu.
Le rôle laissé à la musique a été assez bien caractérisé par Jules Janin, dans un article contre le mélodrame : « La musique accompagnait toutes ces angoisses multiples. Cette musique, faite par des musiciens ad hoc, représentait de son mieux l’état de l’âme du personnage. Quand entrait le tyran, la trompette criait d’une façon lamentable. Quand sortait la jeune fille menacée, la flûte soupirait les plus doux accords. »
Le mélodrame conserva comme une précieuse ressource une musique qui lui avait d’abord été imposée comme une entrave, car il avait été remarqué que, grâce à elle, il pouvait se passer de transitions et s'épargner la peine de mettre un peu de logique dans son dialogue. Grâce aussi à cette musique, le comédien pouvait se livrer à toute sa fougue.
Dédaigné par la critique pour la vulgarité de ses moyens et de ses effets, mais ayant toujours, par cela même, prise sur la foule, le mélodrame renia peu à peu son nom sans cesser d’être et n’osa plus se produire que sous la dénomination générale de drame.